# 圣旺大街
圣旺大街（Avenue de Saint-Ouen）是巴黎十七区和巴黎十八区的一条街道，通往巴黎城外，属于塞纳-圣但尼省的圣旺，该路最早形成于7世纪，1803年到1863年成为13号公路的一部分，并冠以今天的名称。